# Liste der Kulturdenkmale in Raußlitz
In der Liste der Kulturdenkmale in Raußlitz sind die Kulturdenkmale des Nossener Ortsteils Raußlitz verzeichnet, die bis Juni 2021 vom Landesamt für Denkmalpflege Sachsen erfasst wurden (ohne archäologische Kulturdenkmale). Die Anmerkungen sind zu beachten.
Diese Aufzählung ist eine Teilmenge der Liste der Kulturdenkmale in Nossen.

## Raußlitz
| Bild                                    | Bezeichnung | Lage                               | Datierung | Beschreibung | ID       |
| --------------------------------------- | --- | ---------------------------------- | --- | --- | -------- |
| Direkt Bild zu diesem Denkmal hochladen | Wohnhaus (mit rückwärtigem Anbau) | Hermann-Schaeffer-Straße 1 (Karte) | 1. Hälfte 19. Jahrhundert | Obergeschoss Fachwerk, baugeschichtlich von Bedeutung | 09268229 |
| Weitere Bilder                          | Kirche (einschließlich Ausstattung) dazu Kirchhof mit Einfriedungsmauer, zwei Kirchhofstoren, einigen Grabmalen (darunter das Erbbegräbnis Familie Schaeffer) und Kriegerdenkmal für die Gefallenen des Ersten Weltkrieges | Hermann-Schaeffer-Straße 2 (Karte) | 18. Jahrhundert (Kirche); 16. Jahrhundert bis 1781 (Grabmal); um 1700 (Geißelung Christi); bezeichnet mit 1705 (Kanzelaltar); bezeichnet mit 1851 (Orgel) | Saalkirche mit ungewöhnlichem Dachreiter, Zeugnis der Kirchenbaukunst vom Spätmittelalter bis ins 18. Jahrhundert, vor allem baugeschichtlich und künstlerisch bedeutend, der Kirchhof insbesondere für Ortsgeschichte und Ortsbild von Belang | 09268230 |
| Direkt Bild zu diesem Denkmal hochladen | Spritzenhaus | Oberstößwitzer Straße (Karte)      | Bezeichnet mit 1862 | Kleines historisches Feuerwehrgebäude, ortsgeschichtlich von Bedeutung | 09304467 |
| Direkt Bild zu diesem Denkmal hochladen | Wohnhaus | Oberstößwitzer Straße 1 (Karte)    | Bezeichnet mit 1810 | Bemerkenswertes ländliches Gebäude aus dem frühen 19. Jahrhundert mit Segmentbogenportal, Fachwerkobergeschoss und Krüppelwalmdach, baugeschichtlich bedeutend, zudem von Belang für Ortsbild. Sandstein-Türstock. | 09268238 |
| Direkt Bild zu diesem Denkmal hochladen | Wohnhaus (mit rückwärtigem Anbau) | Pfarrweg 1 (Karte)                 | 1. Hälfte 19. Jahrhundert, im Kern älter | Kleines ländliches Wohnhaus, Obergeschoss zum Teil in Fachwerk, Fachwerkkonstruktion mit weiter Ständerstellung und Fußstreben, baugeschichtlich und sozialgeschichtlich von Bedeutung | 09268232 |
| Direkt Bild zu diesem Denkmal hochladen | Pfarrhaus, Seitengebäude, Einfriedungsmauer mit Pforte und Torpfeiler eines Pfarrhofes | Pfarrweg 3 (Karte)                 | 1728 | Pfarrhaus und Seitengebäude Obergeschoss Fachwerk, Pfarrhof baugeschichtlich und ortsgeschichtlich von Bedeutung. Zum Pfarrhof gehörige Scheune nicht mehr vorhanden. Pfarrhaus Stuck im Eingangsbereich, Wirtschaftsgebäude mit Taubenschlag. | 09268231 |
| Weitere Bilder                          | Herrenhaus (Nr. 1, heute Gemeindeamt) des Rittergutes, mit seitlicher Erweiterung (Nr. 3) | Rittergut 1, 3 (Karte)             | 1720, Umbau 1902–1903 (Herrenhaus); bezeichnet mit 1885 (Erweiterung Herrenhaus)                                                                          | Im Kern barockes Gebäude (neobarock überformt) mit jüngerem Anbau, Zentrum eines nach wie vor malerischen Ortskerns, baugeschichtlich und ortsgeschichtlich sowie künstlerisch bedeutend. Ehemaliges Rittergut. Das Herrenhaus, ein zweigeschossiger Putzbau, hofseitig mit Mittelrisalit, Mansardwalmdach, um 1720, neubarocke Fassadenüberformung mit Schweifgiebel und Gruppengaupen mit Vasenaufsätzen 1902/03 durch die ehemaligen Gutsbesitzer Schäffer. Ausbauten im Inneren um 1880, bauliche Veränderungen nach 1945. Große Hofanlage, ehemals geschlossen, im Nordwesten und Norden Stalltrakte, 1885 (Dehio Sachsen I, 1996). Ausbauten im Mansardwalmdach, drei Achsen mittelrisalitartig vorgezogen, Sandsteinportal, Fenster mit Sandsteingewände, Mansardwalmdach mit Vasenbekrönung, Erweiterung von 1885 unter damaligem Besitzer Friedrich Hermann Schäffer hinzugekommen, nächster Eigentümer Hugo Bernhard Schäffer (Schaeffer, siehe „Die Rittergüter des Königreichs Sachsen“, Dresden-Blasewitz 1901, S. 205). Die Bezeichnung 1857 im Portal bezieht sich nicht auf ein Erbauungs- oder Umbaudatum, sondern ist der Zeitpunkt, an dem das Rittergut in das Eigentum der Familie Schaeffer gelangte, das Portal selbst stammt vom Umbau 1902/03. Im Winkel angebaut Wirtschaftsgebäude bzw. Stall (bezeichnet mit 1875), mit Flaschenzug (Rittergut 5/7, Flurstücke 269l und 264/1), wurde 2010 auf Grund der gravierenden Veränderungen während der letzten Sanierung aus dem Denkmalverzeichnis gestrichen. | 09268228 |
| Direkt Bild zu diesem Denkmal hochladen | Wohnhaus, mit Vorgarten und Einfriedung | Weißer Hirsch 5 (Karte)            | Bezeichnet mit 1861 | Augenfälliger ländlicher Bau mit Fachwerk-Obergeschoss, Zeugnis der Volksbauweise im 19. Jahrhundert, zudem wichtig für das Ortsbild von Raußlitz, einem der reizvollsten Dörfer des Landkreises Meißen, baugeschichtlich bedeutend. Sandstein-Türstock | 09268237 |
| Direkt Bild zu diesem Denkmal hochladen | Wohnhaus, mit Stützmauer zum Vorgarten | Weißer Hirsch 7 (Karte)            | Mitte 19. Jahrhundert | Augenfälliger ländlicher Bau mit Fachwerk-Obergeschoss, Zeugnis der Volksbauweise im 19. Jahrhundert, zudem wichtig für das Ortsbild von Raußlitz, einem der reizvollsten Dörfer des Landkreises Meißen, baugeschichtlich bedeutend | 09268236 |
| Direkt Bild zu diesem Denkmal hochladen | Wohnhaus, mit angebauter Scheune | Zettaer Straße 1 (Karte)           | Bezeichnet mit 1821 | Wohnhaus Obergeschoss Fachwerk, repräsentatives Türportal, baugeschichtlich von Bedeutung. Giebel- und Traufseite Fachwerk massiv untersetzt, Sandsteinportal „D B“, darüber Löwenrelief. | 09268234 |
| Direkt Bild zu diesem Denkmal hochladen | Wohnhaus mit Einfriedung | Zettaer Straße 2 (Karte)           | Bezeichnet mit 1811 | Bemerkenswertes ländliches Gebäude aus dem frühen 19. Jahrhundert mit Korbbogenportal, Fachwerkobergeschoss und Krüppelwalmdach, baugeschichtlich bedeutend, zudem von Belang für Ortsbild. Teils Fachwerk massiv untersetzt, teils verputzt, Sandsteinportal, Kreuzgratgewölbe im Eingangsbereich. | 09268233 |
| Direkt Bild zu diesem Denkmal hochladen | Wohnhaus, mit seitlichem Anbau und Scheune | Zettaer Straße 3 (Karte)           | 1. Hälfte 19. Jahrhundert | Wohnhaus Obergeschoss Fachwerk, baugeschichtlich von Bedeutung | 09268235 |

## Tabellenlegende
- Bild: Bild des Kulturdenkmals, ggf. zusätzlich mit einem Link zu weiteren Fotos des Kulturdenkmals im Medienarchiv Wikimedia Commons. Wenn man auf das Kamerasymbol klickt, können Fotos zu Kulturdenkmalen aus dieser Liste hochgeladen werden:
- Bezeichnung: Denkmalgeschützte Objekte und ggf. Bauwerksname des Kulturdenkmals
- Lage: Straßenname und Hausnummer oder Flurstücknummer des Kulturdenkmals. Die Grundsortierung der Liste erfolgt nach dieser Adresse. Der Link (Karte) führt zu verschiedenen Kartendiensten mit der Position des Kulturdenkmals. Fehlt dieser Link, wurden die Koordinaten noch nicht eingetragen. Sind diese bekannt, können sie über ein Tool mit einer Kartenansicht einfach nachgetragen werden. In dieser Kartenansicht sind Kulturdenkmale ohne Koordinaten mit einem roten bzw. orangen Marker dargestellt und können durch Verschieben auf die richtige Position in der Karte mit Koordinaten versehen werden. Kulturdenkmale ohne Bild sind an einem blauen bzw. roten Marker erkennbar.
- Datierung: Baubeginn, Fertigstellung, Datum der Erstnennung oder grobe zeitliche Einordnung entsprechend des Eintrags in der sächsischen Denkmaldatenbank
- Beschreibung: Kurzcharakteristik des Kulturdenkmals entsprechend des Eintrags in der sächsischen Denkmaldatenbank, ggf. ergänzt durch die dort nur selten veröffentlichten Erfassungstexte oder zusätzliche Informationen
- ID: Vom Landesamt für Denkmalpflege Sachsen vergebene, das Kulturdenkmal eindeutig identifizierende Objekt-Nummer. Der Link führt zum PDF-Denkmaldokument des Landesamtes für Denkmalpflege Sachsen. Bei ehemaligen Kulturdenkmalen können die Objektnummern unbekannt sein und deshalb fehlen bzw. die Links von aus der Datenbank entfernten Objektnummern ins Leere führen. Ein ggf. vorhandenes Icon  führt zu den Angaben des Kulturdenkmals bei Wikidata.